# 立陶宛驻华大使馆
立陶宛共和国驻中华人民共和国大使馆，简称立陶宛驻华大使馆，是立陶宛共和国在中华人民共和国的最高外交代表机构。馆址位于中国北京市朝阳区霄云路18号京润水上花园A-18。

## 历史沿革
1991年9月14日，立陶宛与中华人民共和国建交。1995年12月12日，立陶宛驻华大使馆正式开馆。
2021年11月21日，中国将中立两国外交关系降为代办级，要求双方将大使馆改为代办处，但立陶宛外交部并未配合将大使馆降格为代办处。